# 풍동중학교
풍동중학교(楓洞中學校)는 대한민국 경기도 고양시 일산동구 풍동에 있는 공립 중학교이다.

## 학교 연혁
- 2006년 9월 1일 : 초대 우금림 교장 취임
- 2006년 9월 1일 : 개교(3학급 167명)
- 2006년 12월 21일 : 품성관(다목적 강당) 준공
- 2007년 2월 13일 : 제1회 졸업식(43명)
- 2007년 3월 1일 : 25학급(특수학급1) 인가
- 2007년 4월 17일 : 인동글샘터 개관
- 2012년 3월 1일 : 창의·인성모델학교 연구시범학교 운영(3년)
- 2019년 2월 11일 : 실내체육장 준공
- 2021년 1월 8일 : 제15회 졸업식(214명, 총 4,149명)
- 2021년 3월 2일 : 제6대 신희숙 교장 취임
- 2021년 3월 2일 : 2021학년도 입학식(8학급 248명)

## 참고 자료
- 풍동중학교 - 한국교육학술정보원 학교알리미